# سید مرتضی طالب‌زاده رودسری
سید مرتضی طالب‌زاده رودسری سیاست‌مدار ایرانی بود، که در  دوره بیست و یکم   بعنوان نماینده رودسر در مجلس شورای ملی حضور داشت.